# زجاجة برقبة البجعة

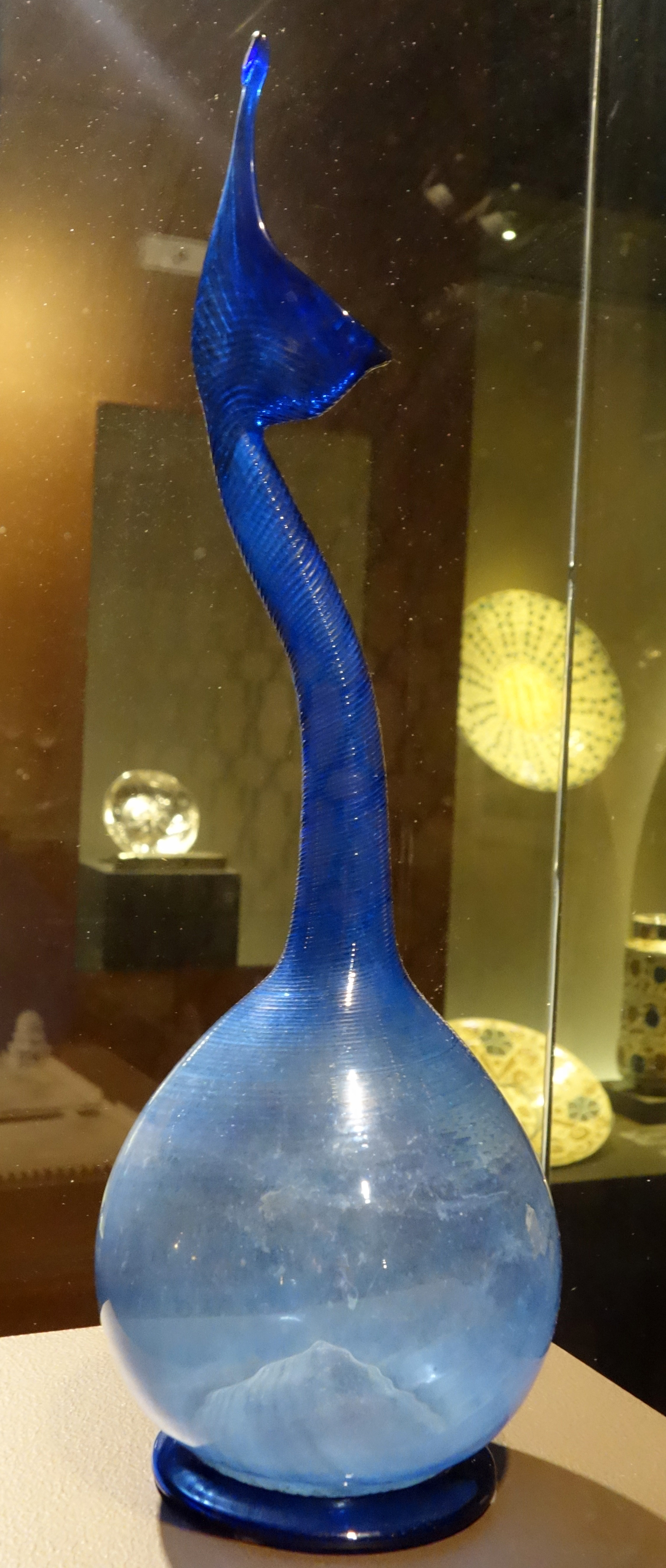
زجاجة على شكل عنق بجعة من القرن الثامن عشر أو التاسع عشر، متحف مونتريال للفنون الجميلة

الزجاجات ذات الرقبة البجعة والتي يشار إليها أيضًا باسم أشكدان باللغة الفارسية، هي نوع من الزجاجات المزخرفة المصنوعة في إيران، وتتميز برقبتها الطويلة.
تُعد هذه الزجاجات من أشهر الأمثلة على تقليد صناعة الأواني الزجاجية الإيرانية الذي بدأ في عهد الشاه عباس الأول (1587-1629)، ولا سيما في شيراز وأصفهان، والذي استُلهم من الأواني الزجاجية البندقية المستوردة إلى العالم الإسلامي في القرن السادس عشر. تشير اللوحات من العصر الصفوي إلى أن الزجاجات كانت تستخدم لحفظ المشروبات، أو لتزيين تجاويف الجدران، على الرغم من أن الزجاجات التي نراها في اللوحات هي زجاجات ذات رقبة مستقيمة. يقول التراث الشعبي أنها كانت تستخدم أيضًا كرشاشات لماء الورد ولجمع دموع الزوجات المنفصلات عن أزواجهن، ومن هنا جاءت التسمية الفارسية أشكدان "حاوية للدموع". لا يوجد تفسير مقبول بشكل عام للشكل وطول عنق هذه الزجاجات.
في القرن التاسع عشر، جمع المسافرون الأوروبيون العديد من الزجاجات ذات الرقبة المستديرة وأحضروها إلى أوروبا، حيث كان الطلب عليها كبيرًا. لا تزال تُنتَج في إيران.